# Henri IV Estienne
Henri IV Estienne, est un écrivain et imprimeur français, sieur des Fossés, et fils de Henri III Estienne. Il serait mort avant 1672.
Henri est l'auteur de l'Art de faire les devises, avec un Traité des rencontres ou mots plaisants, Paris, in-8°. L'art des devises a été traduit en anglais par Th. Blount, Londres, 1646, in-4°. 
Il prenait le titre d'interprète des langues grecque et latine et passait pour bon poète. On a encore de lui le portrait de Louis XIII et les éloges des princes et généraux d'armée qui ont servi sous ce monarque, dans l'ouvrage intitulé : les Triomphes de Louis le Juste, Paris, 1649, in-fol.
Il est imprimeur ordinaire de monseigneur l'archevêque de Rouen.

## Source
« Henri IV Estienne », dans Louis-Gabriel Michaud, Biographie universelle ancienne et moderne : histoire par ordre alphabétique de la vie publique et privée de tous les hommes avec la collaboration de plus de 300 savants et littérateurs français ou étrangers, 2e édition, 1843-1865 [détail de l’édition]